# Neastacilla inaequispinosa
Neastacilla inaequispinosa là một loài chân đều trong họ Arcturidae. Loài này được Guiler miêu tả khoa học năm 1949.